# Pont de l'illa de Ré
El Pont de l'île de Ré connecta el continent francès al departament de Charente-Maritime amb l'Île de Ré, la quarta illa més gran de França (després de Còrsega, l'Île d'Oléron i Belle-Île ).
És el segon pont més llarg de França després del Pont de Saint-Nazaire.

## Descripció
El Pont de l'île de Ré comença a a La Rochelle, entre l'aeroport de La Rochelle i el districte portuari de La Pallice, i porta la ruta departamental D735 en un revolt de gairebé 3 km i una alçada de fins a 42 km. m fins al cap de Sablanceaux a Rivedoux-Plage a l'Illa de Ré.
El pont fa 2.926,5 m de llargada i 15,5 m d'amplada. Té dos carrils amb vores estretes i, separats de la calçada per barreres de formigó, un carril bici senyalitzat al costat nord i una vorera al costat sud. El pont està il·luminat al llarg de tota la seva longitud. Dins del pont hi ha línies d'aigua, electricitat i telèfon.
El pont té una alçada lliure de 30 m sota quatre obertures m per sobre de la marea alta, que havia sol·licitat la Marina francesa .
La biga de la calçada és una construcció de bigues en forma de caixa de formigó pretesat amb 29 camps i llums (des de l'illa fins al continent) de 37,20 + 56,40 + 83,20 + 24 × 100,00 + 71,80 + 37,90 m. La biga de la calçada es divideix en un total de 6 bigues contínues, separades entre si per juntes de dilatació, 4 de les quals són de 440,00 m. m de longitud, un a l'illa amb 456,80 m i un al continent amb 709,70 m.

Les caixes buides unicel·lulars tenen una secció transversal trapezoïdal amb alçada de construcció variable.
Els pilars tenen un diàmetre de 5,50 m i una secció transversal buida. El seu interior està connectat a l'aigua de mar. Es recolzen sobre una llosa de fonamentació sobre quatre pilons perforats plens de formigó, cadascun amb un diàmetre de 2 m i amb una inclinació de 20° fins a 12 m de profunditat a terra. Es van construir un total de 1.100 metres lineals d'aquests pilots.

## Història, mètodes de construcció
El pont va ser un projecte del departament de Charente-Maritime; el concepte va ser desenvolupat per Michel Virlogeux, aleshores cap del departament de ponts de formigó de SETRA, que col·laborava regularment amb l'arquitecte Charles Lavigne, fins i tot en aquest pont.
El 23 de setembre de 1986 es va signar el contracte per a la construcció del pont entre el departament i Bouygues Construction . Durant els primers mesos, es van instal·lar els pilons perforats i els 28 pilons del pont. Per a aquest propòsit, Bouygues va utilitzar una plataforma de perforació de la seva filial Bouygues Offshore, que operava al Gabon, així com dos pontons per a les formigoneres.
Mentrestant, es va instal·lar un taller cobert de formigó prefabricat en un terreny just al costat del pont, i es va preparar la bastida de llançament mòbil ( poutre de lancement ) dissenyada per Pierre Richard, director tècnic de Bouygues. Feia 285 m de llarg i pesava 500 t, i podia moure's sola sobre pneumàtics bessons de 2 × 12, un total de 48 pneumàtics de la indústria aeronàutica, a una velocitat de 2 m/min. Era prou llarga per agafar dos segments prefabricats a cada extrem, suportats per dos pilars, i aixecar-los a cada costat del pilar següent fins que s'arribava al centre de l'obertura exterior i es tancava l'obertura interior. A continuació, la bastida de llançament es va traslladar al pilar següent.

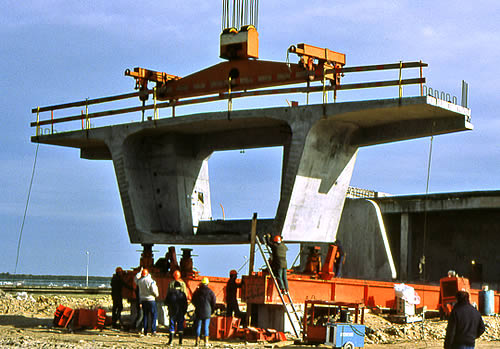
Un segment de pont més petit

La planta va produir 798 segments de pont, cadascun amb un pes d'entre 65 i 130 tones i una llargada aproximada de 3,67 metres. Es van colar dos segments en formigó l'un contra l'altre. Després del curat, un es va emmagatzemar en una zona d'emmagatzematge, mentre que la cara frontal de l'altre servia d'encofrat per al següent segment.
La instal·lació dels segments del pont va començar el 20 de juliol de 1987. Els segments aixecats es van unir amb resina epoxi i es van ancorar als braços en voladís de l' estructura en voladís amb tendons. El 15 de febrer de 1988, una data anunciada amb molta antelació, es va instal·lar el segment final davant d'una gran multitud. inalment,el Pont de l'île de Ré, es va inaugurar de forma oficial el 19 de maig de 1988.

## Peatge
Des del principi, l'ús del pont per part de vehicles motoritzats estava subjecte a un peatge. Des del 2012, el peatge ja no es cobra com a taxa d'ús de carreteres o ponts, sinó com a ecotaxa per finançar el programa CAP Ré per a la protecció i preservació del medi ambient de l'illa.

## Controvèrsia
Molt abans de la seva construcció, el pont va ser controvertit entre els que volien preservar l'aïllament de l'illa inaccessible i els que trobaven insuportables els embussos de trànsit, que de vegades s'allargaven quilòmetres a l'estiu, i el servei de ferri incòmode. Alguns illencs van intentar impedir la construcció del pont mitjançant accions legals. L'últim d'aquests casos va ser finalment desestimat pel Tribunal Administratiu Superior de Bordeus el novembre de 1990, més de dos anys després de la finalització del pont.

## Esquerda en un cable tensor
El 14 de setembre de 2018 es va informar que un dels 12 cables tensors que hi havia a cada braç del pont s'havia trencat. Posteriorment, es va prohibir el trànsit de mercaderies pesades i, no es van imposar més restriccions.